# Drishtidan
Drishtidan è un film del 1948 diretto da Nitin Bose.
Film debutto per Uttam Kumar.